# Courcité
Courcité és un municipi francès situat al departament de Mayenne i a la regió de País del Loira. L'any 2007 tenia 994 habitants.

## Demografia

### Població
El 2007 la població de fet de Courcité era de 994 persones. Hi havia 405 famílies de les quals 103 eren unipersonals (44 homes vivint sols i 59 dones vivint soles), 147 parelles sense fills, 143 parelles amb fills i 12 famílies monoparentals amb fills.
La població ha evolucionat segons el següent gràfic:
Habitants censats

### Habitatges
El 2007 hi havia 485 habitatges, 406 eren l'habitatge principal de la família, 39 eren segones residències i 40 estaven desocupats. 466 eren cases i 15 eren apartaments. Dels 406 habitatges principals, 308 estaven ocupats pels seus propietaris, 95 estaven llogats i ocupats pels llogaters i 3 estaven cedits a títol gratuït; 4 tenien una cambra, 26 en tenien dues, 64 en tenien tres, 115 en tenien quatre i 197 en tenien cinc o més. 282 habitatges disposaven pel capbaix d'una plaça de pàrquing. A 193 habitatges hi havia un automòbil i a 171 n'hi havia dos o més.

### Piràmide de població
La piràmide de població per edats i sexe el 2009 era:
| Homes | Edats   | Dones |
| ----- | ------- | ----- |
| 0     | 95 o +  | 0     |
| 0     | 90 a 94 | 4     |
| 4     | 85 a 89 | 4     |
| 8     | 80 a 84 | 8     |
| 16    | 75 a 79 | 32    |
| 20    | 70 a 74 | 16    |
| 48    | 65 a 69 | 12    |
| 12    | 60 a 64 | 60    |
| 20    | 55 a 59 | 20    |
| 28    | 50 a 54 | 32    |
| 48    | 45 a 49 | 36    |
| 32    | 40 a 44 | 24    |
| 36    | 35 a 39 | 28    |
| 28    | 30 a 34 | 48    |
| 32    | 25 a 29 | 48    |
| 36    | 20 a 24 | 12    |
| 36    | 15 a 19 | 16    |
| 20    | 10 a 14 | 32    |
| 52    | 5 a 9   | 20    |
| 20    | 0 a 4   | 24    |

## Economia
El 2007 la població en edat de treballar era de 611 persones, 446 eren actives i 165 eren inactives. De les 446 persones actives 399 estaven ocupades (229 homes i 170 dones) i 48 estaven aturades (21 homes i 27 dones). De les 165 persones inactives 66 estaven jubilades, 49 estaven estudiant i 50 estaven classificades com a «altres inactius».

### Ingressos
El 2009 a Courcité hi havia 398 unitats fiscals que integraven 961 persones, la mediana anual d'ingressos fiscals per persona era de 15.605 €.

### Activitats econòmiques
Dels 24 establiments que hi havia el 2007, 2 eren d'empreses alimentàries, 2 d'empreses de fabricació d'altres productes industrials, 7 d'empreses de construcció, 5 d'empreses de comerç i reparació d'automòbils, 1 d'una empresa de transport, 1 d'una empresa d'hostatgeria i restauració, 1 d'una empresa immobiliària, 3 d'empreses de serveis i 2 d'empreses classificades com a «altres activitats de serveis».
Dels 12 establiments de servei als particulars que hi havia el 2009, 1 era una oficina de correu, 1 taller de reparació d'automòbils i de material agrícola, 1 paleta, 3 fusteries, 1 lampisteria, 1 electricista, 1 empresa de construcció, 2 perruqueries i 1 restaurant.
Dels 2 establiments comercials que hi havia el 2009, 1 era una botiga de menys de 120 m² i 1 una fleca.
L'any 2000 a Courcité hi havia 69 explotacions agrícoles que ocupaven un total de 2.655 hectàrees.

## Equipaments sanitaris i escolars
El 2009 hi havia 2 escoles elementals.

## Poblacions més properes
El següent diagrama mostra les poblacions més properes.